# SyNAPSE

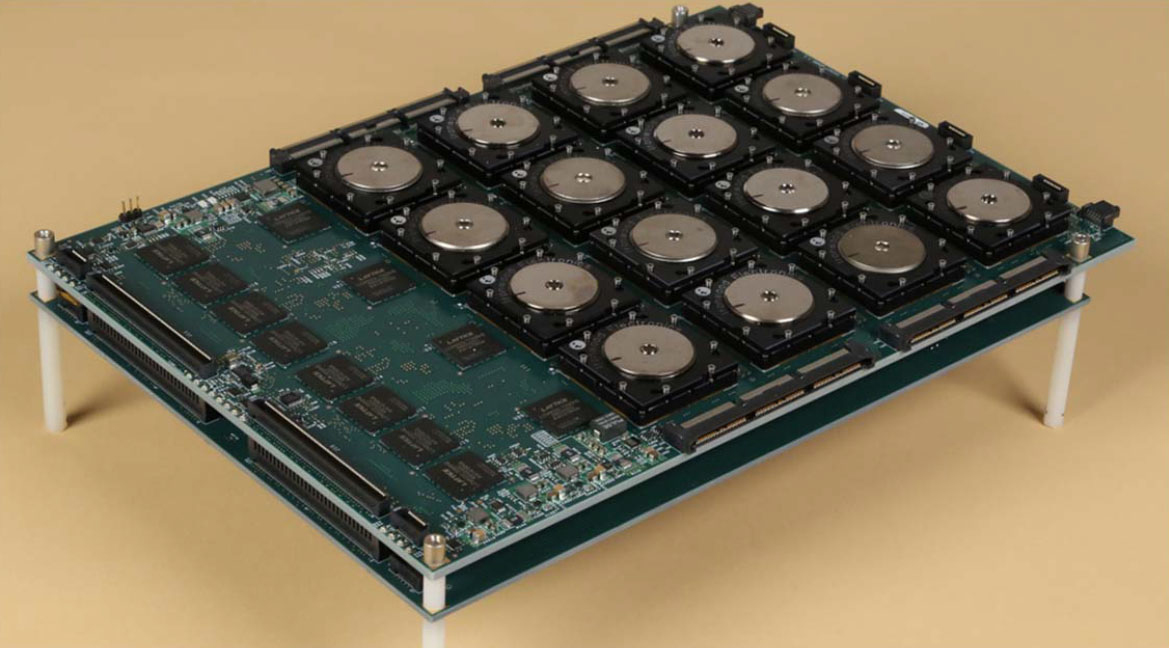
SyNAPSE

SyNAPSE (Systems of Neuromorphic Adaptive Plastic Scalable Electronics) est un projet d'IBM pour une nouvelle architecture d'ordinateur imitant le cerveau.
IBM va combiner les domaines de la nanoscience, des neurosciences et des supercalculateurs dans le cadre d'une initiative pluriannuelle informatique cognitive.

## Chercheurs associés
Une équipe composée de chercheurs d'IBM et des collaborateurs de l'Université Columbia, l'Université Cornell, l'Université de Californie-Merced, et l'Université du Wisconsin-Madison.

## Participation financière
L'agence de l'armée américaine "Defense Advanced Research Projects Agency" (DARPA) a accordé environ 21 millions de dollars de nouveaux fonds pour la phase 2 du projet Synapse.

## Resultats temporaires du projet
IBM a annoncé en 2011 que ses chercheurs avaient réussi à créer une puce « cognitive » capable de simuler certaines des capacités du cerveau humain.
Deux prototypes de puces ont été créés. L’un contient 262.144 synapses programmables quand l'autre en compte 65.536 pour l’apprentissage. 